# Miracolo eucaristico di Veroli
Il miracolo eucaristico di Veroli sarebbe avvenuto nel 1570 nell'omonima cittadina: nella locale basilica di Sant'Erasmo, durante l'esposizione del Santissimo Sacramento, si sarebbero verificate delle apparizioni soprannaturali.

## La storia
A Veroli, in provincia di Frosinone, il 26 marzo 1570, giorno di Pasqua, don Angelo de Angelis, parroco della basilica di Sant'Erasmo, aveva esposto il Santissimo Sacramento per l'adorazione eucaristica delle Quarantore, nella cappella dedicata a San Gregorio Magno.
Allora la particola non veniva abitualmente esposta come oggi nell'ostensorio, ma in una teca d'argento chiusa da un coperchio, posta a sua volta in un calice coperto dalla patena; il tutto era stato coperto con un drappo di seta.
Verso le due di notte, durante il turno di adorazione della Confraternita della Misericordia, sarebbe apparsa sopra al calice una stella splendente, e sopra di essa l'ostia consacrata; a questa visione ne sarebbero subentrate altre, ripetutesi la sera seguente: Gesù Bambino, poi Gesù morente in croce, tre ostie simbolizzanti la Trinità, e bambini in adorazione.

Tra le testimonianze raccolte dalla Curia subito dopo i fatti, conservate nell'archivio della basilica, c'è anche quella di Giacomo Meloni, presente al fenomeno, il quale scrisse tra l'altro:
Tra i testimoni vennero citati anche don Angelo de Angelis e don Gierolamo Todino, canonico della chiesa; al diffondersi della notizia, accorsero fedeli, il vescovo e le autorità civili.
Il SS.mo Sacramento rimase esposto fino al 6 aprile: durante tale periodo si sarebbero verificate numerose guarigioni miracolose.
Il calice e la patena furono conservati nel reliquiario dei santi, mentre l'ostia consacrata venne successivamente consumata. L'avvenimento viene ricordato ogni anno il martedì dopo Pasqua, inoltre ogni primo venerdì del mese, nella basilica di Sant'Anselmo, viene esposto il Santissimo Sacramento per ricordare il presunto miracolo, mentre le altre chiese cittadine rimangono temporaneamente chiuse.
Il papa Giovanni Paolo II, durante la sua visita a Frosinone del 16 settembre 2001, volle celebrare la messa con il calice e la patena dell'evento di Veroli, facendo inoltre dono del suo zucchetto alla basilica di Sant'Erasmo.